# Hiltjemoeiswouden
Hiltjemoeiswouden (Fries: Hiltsjemuoiswâlden) is een buurtschap in de gemeente Achtkarspelen, in de Nederlandse provincie Friesland.
Het ligt ten noordoosten van Noordbergum, ten westen van Wildpad en direct ten zuiden van Twijzelerheide, waar het formeel onder valt. De buurtschap vormt het zuidelijke buitengebied van Twijzelerheide. De bewoning ligt onder meer aan de Hiltsjemuoiswâlden, It Skeanpaed en de Reapdraeijersreed. Aan de zuidelijke rand stroomt de Aalmoeisloot en aan de westkant de Kuikhornstervaart.
De buurtschap is vernoemd naar Hiltje Gerrits Plantinga, de vrouw van een boer die in deze omgeving boerde en het heidewoud dat er ooit zou hebben gestaan. Het gebied viel ooit onder Kooten. Op 28 maart 2019 werd door het college van de gemeente Achtkarspelen besloten dat Hiltjemoeiswouden eigen buurtschapsborden krijgt.
Dorpen: Augustinusga · Boelenslaan · Buitenpost · Drogeham · Gerkesklooster · Harkema · Kootstertille · Stroobos · Surhuisterveen · Surhuizum · Twijzel · Twijzelerheide

Buurtschappen: Barghiem · Blauwhuis · Blauwverlaat · Buweklooster · Buwetille · De Kooten · De Laatste Stuiver · Dijkhuizen · Egypte · Gerben Allesverlaat · Hamsterpein · Hamshorn · Hiltjemoeiswouden · Jachtveld · Kortwoude · Kuikhorne (deels) · Lutkepost · Monniketille · Ophuis · Opperkooten · Rohel · Roodeschuur · Surhuizumer Mieden · Uitland · Vierhuizen · Westerend · Wildpad (deels) · Wildveld

Friesland: Steden en dorpen      Nederland: Provincies · Gemeenten